# Pachydactylus maiatoi
Pachydactylus maiatoi — вид геконоподібних ящірок родини геконових (Gekkonidae). Ендемік Анголи. Описаний у 2023 році.

## Поширення і екологія
Pachydactylus maiatoi мешкають на південному заході Намібії, у внутрішніх районах на півночі провінції Намібе, вздовж високогір'їв Великого Уступа, зокрема на схилах гори Серра-де-Неве. Вони живуть в тріщинах серед скель.